# Isao Taniguchi
Isao Taniguchi (谷口 功 Taniguchi Isao?, nacido el 16 de febrero de 1991 en Osaka) es un futbolista japonés que se desempeña como defensa.

## Trayectoria

### Clubes
| Club                | País  | Año    |
| ------------------- | ----- | ------ |
| Giravanz Kitakyushu | Japón | 2013   |
| Kagoshima United FC | Japón | 2014 - |

## Estadística de carrera

### J. League
| Club                | Año   | J. League | J. League | Copa J. League | Copa J. League | Total | Total |
| Club                | Año   | Part.     | Goles     | Part.          | Goles          | Part. | Goles |
| ------------------- | ----- | --------- | --------- | -------------- | -------------- | ----- | ----- |
| Giravanz Kitakyushu | 2013  | 0         | 0         | -              | -              | 0     | 0     |
| Kagoshima United FC | 2016  | 2         | 0         | -              | -              | 2     | 0     |
| Kagoshima United FC | 2017  | 8         | 1         | -              | -              | 8     | 1     |
| Total               | Total | 10        | 1         | 0              | 0              | 10    | 1     |